# Platinum anthem
『platinum anthem』（プラチナム・アンセム）は、音羽-otoha-のメジャー4枚目のEP。2025年8月27日にキューンミュージックからリリース予定。
EPのリリースに先立って、2025年7月11日に本EP収録曲の「no man's world」が配信限定でリリースされた。また、「no man's world」はTVアニメ「Dr.STONE SCIENCE FUTURE」第4期 第2クールエンディングテーマとなっている。

## 背景
本EP収録曲の「no man's world」はTVアニメ「Dr.STONE SCIENCE FUTURE」第4期 第2クールエンディングテーマとして書き下ろされた。音羽-otoha-自身は制作に当たって、「彼らの不屈の心にはいつも勇気をもらっていたので、滝のように言葉と音が溢れてくる中から、純度の高い結晶だけを取り出すような作業でした。」と語っている。

## リリース
2025年7月3日に、「no man's world」が2025年7月11日に配信リリースされると発表されると同時に、『platinum anthem』がCD＋Blu-rayとしてリリースされることが発表された。完全生産限定盤としてリリースされた。

## 収録内容
| 全作詞・作曲: 音羽-otoha-。 |                                                      |             |             |                       |      |
| #                           | タイトル                                             | 作詞        | 作曲・編曲  | 編曲                  | 時間 |
| 1.                          | 「no man's world」                                   | 音羽-otoha- | 音羽-otoha- | 音羽-otoha-、赤山コウ | 4:18 |
| 2.                          | 「RETURNER」                                         | 音羽-otoha- | 音羽-otoha- | 未発表                | 0:00 |
| 3.                          | 「犬鬼灯」                                           | 音羽-otoha- | 音羽-otoha- | 未発表                | 0:00 |
| 4.                          | 「no man's world -piano ver.- (feat. ハラミちゃん)」 | 音羽-otoha- | 音羽-otoha- | 音羽-otoha-、赤山コウ | 0:00 |
| 5.                          | 「no man's world -Instrumental-」                    | 音羽-otoha- | 音羽-otoha- | 音羽-otoha-、赤山コウ | 4:18 |
| 合計時間:                   | 合計時間:                                            | 合計時間:   | 8:36        |                       |      |

| #  | タイトル                                                                                        | 作詞 | 作曲・編曲 |
| -- | ----------------------------------------------------------------------------------------------- | ---- | ---------- |
| 1. | 「音羽-otoha- Special Acoustic Live Session」                                                   |      |            |
| 2. | 「Behind the Scenes "no man's world" Music Video」                                              |      |            |
| 3. | 「"no man's world" Music Video」                                                                |      |            |
| 4. | 「アニメ「Dr.STONE SCIENCE FUTURE」 第4期 第2クールエンディングテーマ Non-Credit Ending Video」 |      |            |